# Nicholas Hawksmoor

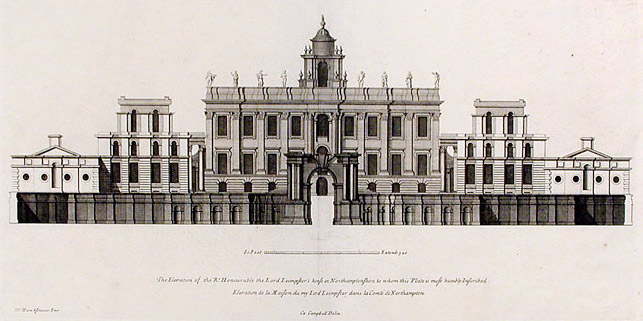

Nicholas Hawksmoor (1661 – 25 de março de 1736) foi um arquiteto inglês. 

## Carreira
Ele foi uma figura importante do estilo barroco inglês de arquitetura no final do século XVII e início do século XVIII. Hawksmoor trabalhou ao lado dos principais arquitetos da época, Christopher Wren e John Vanbrugh, e contribuiu para o projeto de alguns dos edifícios mais notáveis do período, incluindo a Catedral de São Paulo, as igrejas da cidade de Londres de Wren, o Hospital de Greenwich, o Palácio e o Castelo de Blenheim. Howard. Parte de sua obra lhe foi corretamente atribuída apenas há relativamente pouco tempo, e sua influência atingiu vários poetas e autores do século XX.

## Galeria de obras arquitetônicas

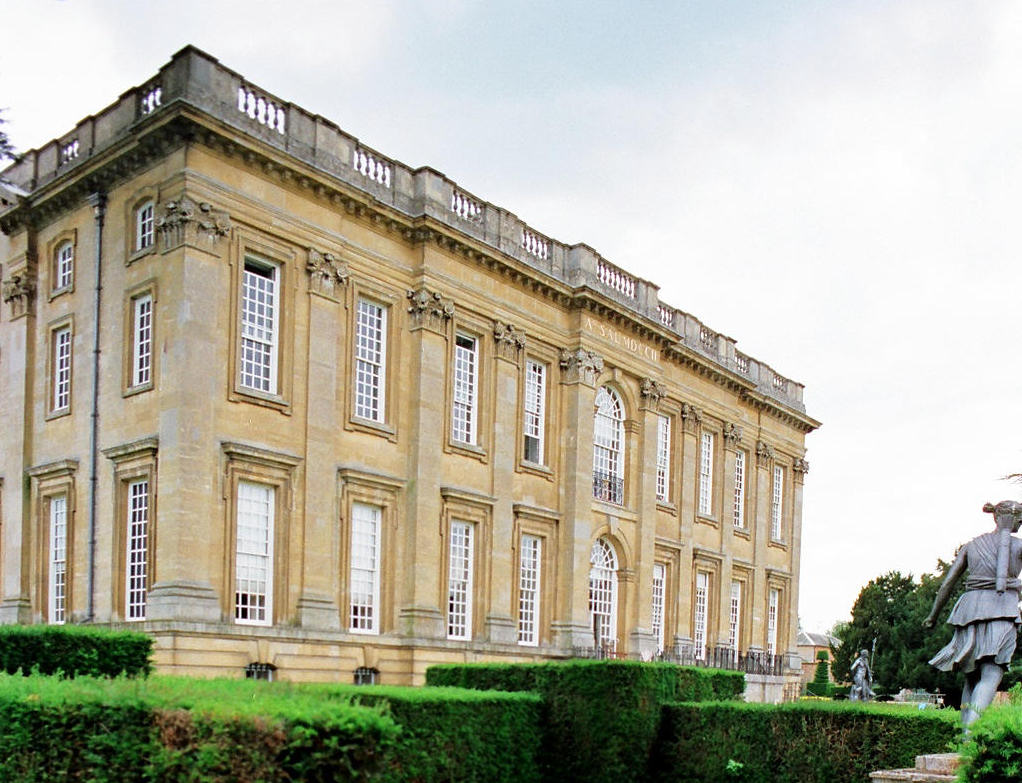
Easton Neston House (c.1695–1710)
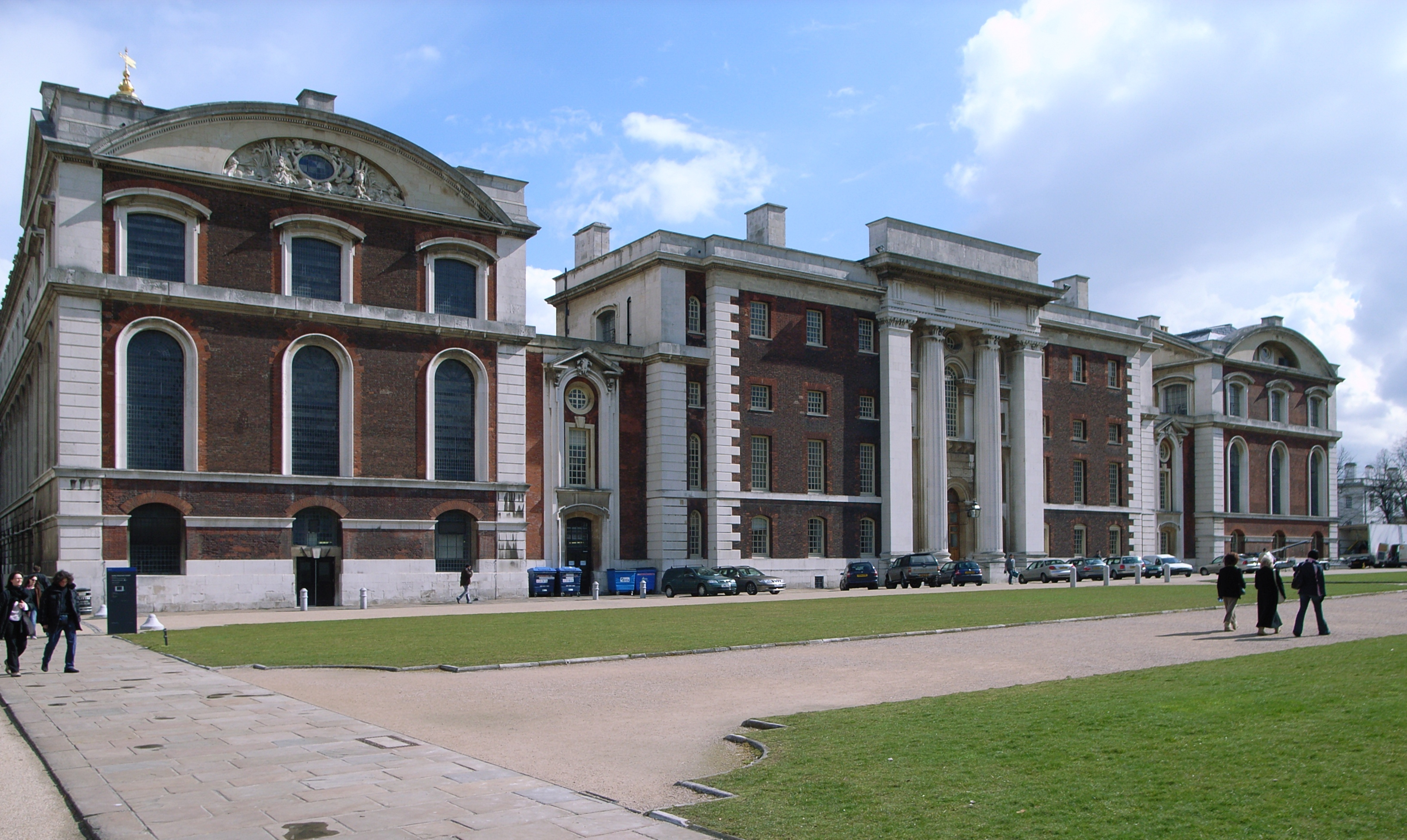
King William Block (1699–1702), Greenwich Hospital
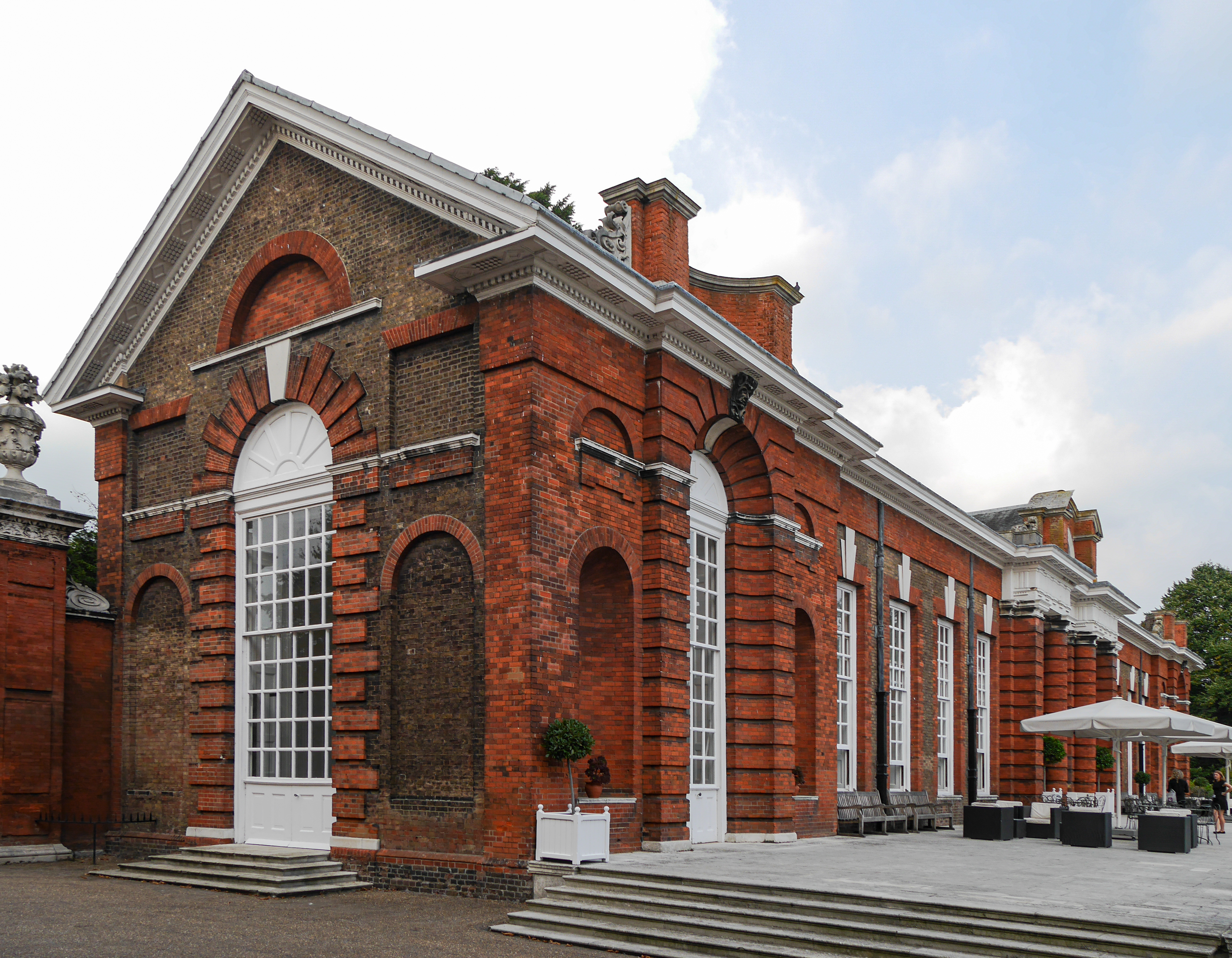
Kensington Palace Orangery (1704–05)
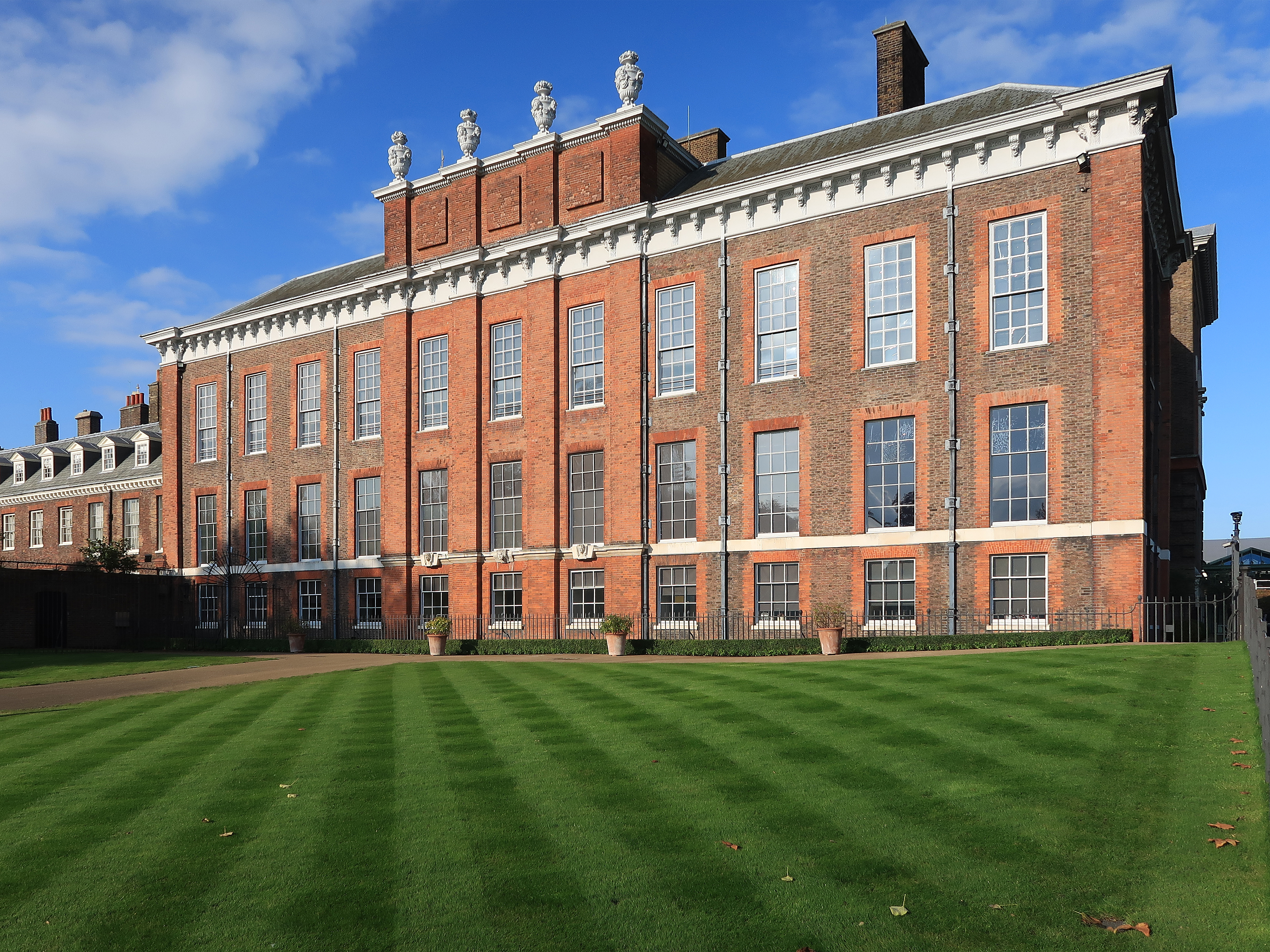
Galeria do Rei, Palácio de Kensington (1694)
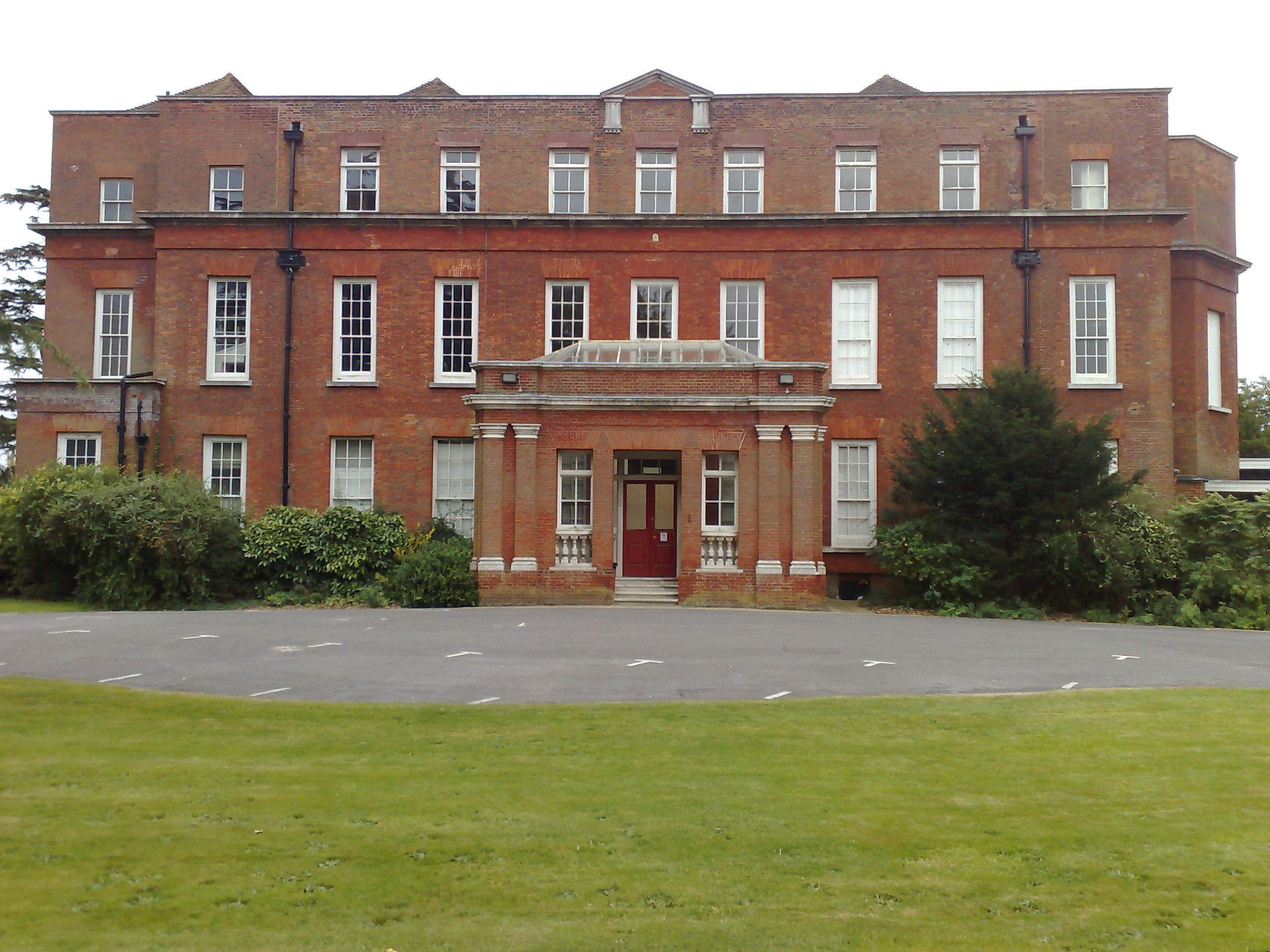
South Stoneham House (1708), Southampton
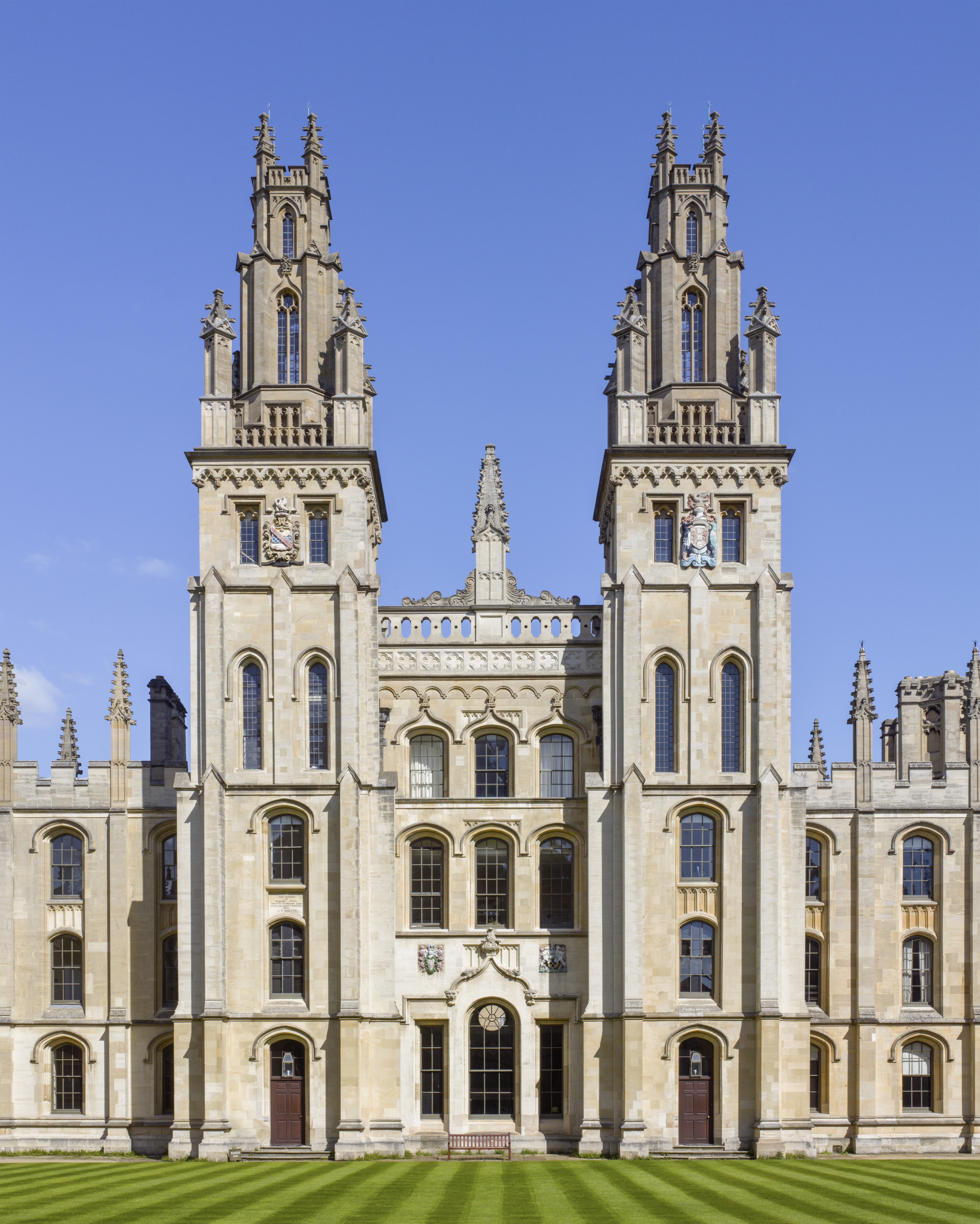
All Souls College (1716–34), Oxford
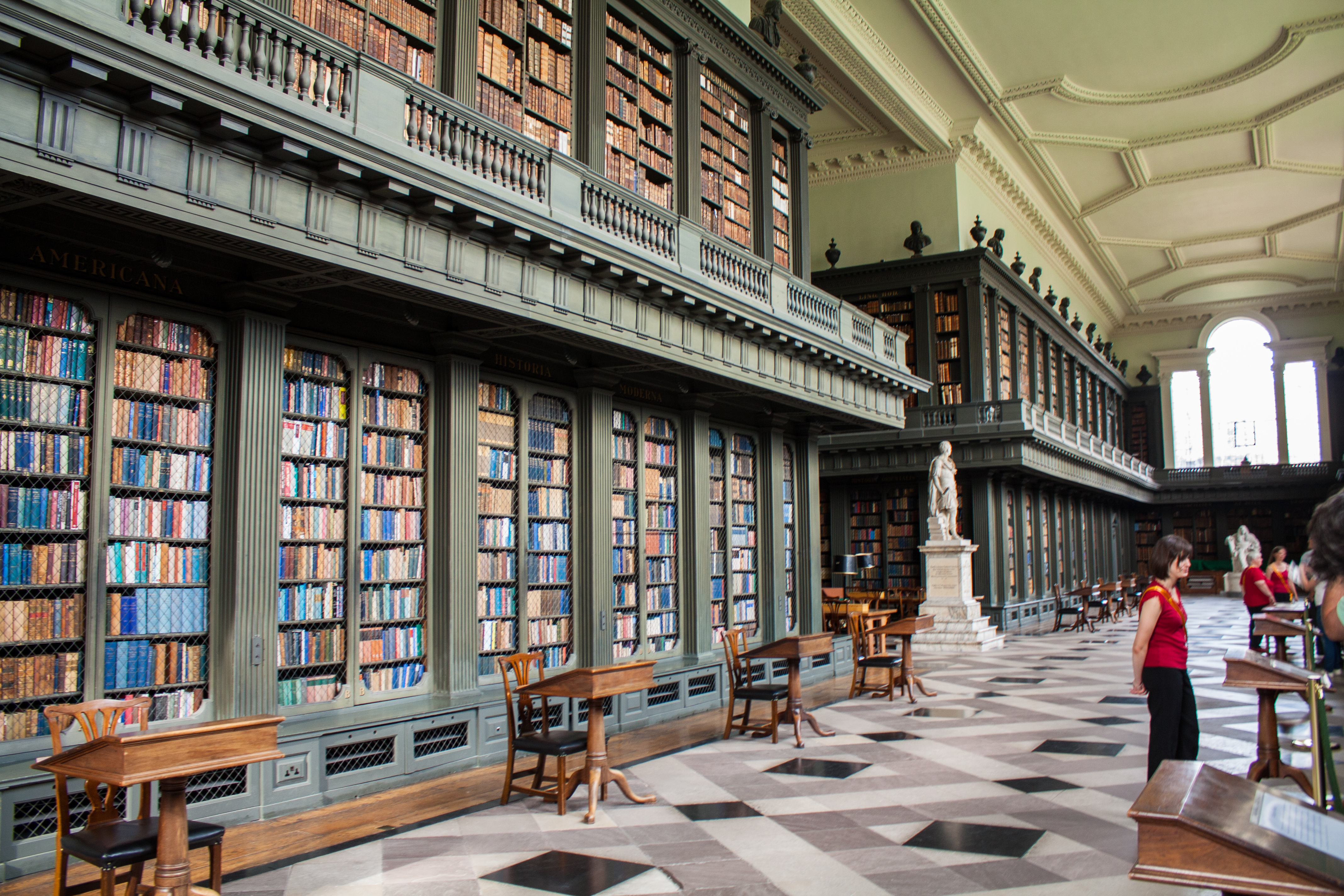
Biblioteca Codrington, All Souls College (1716–34), Oxford
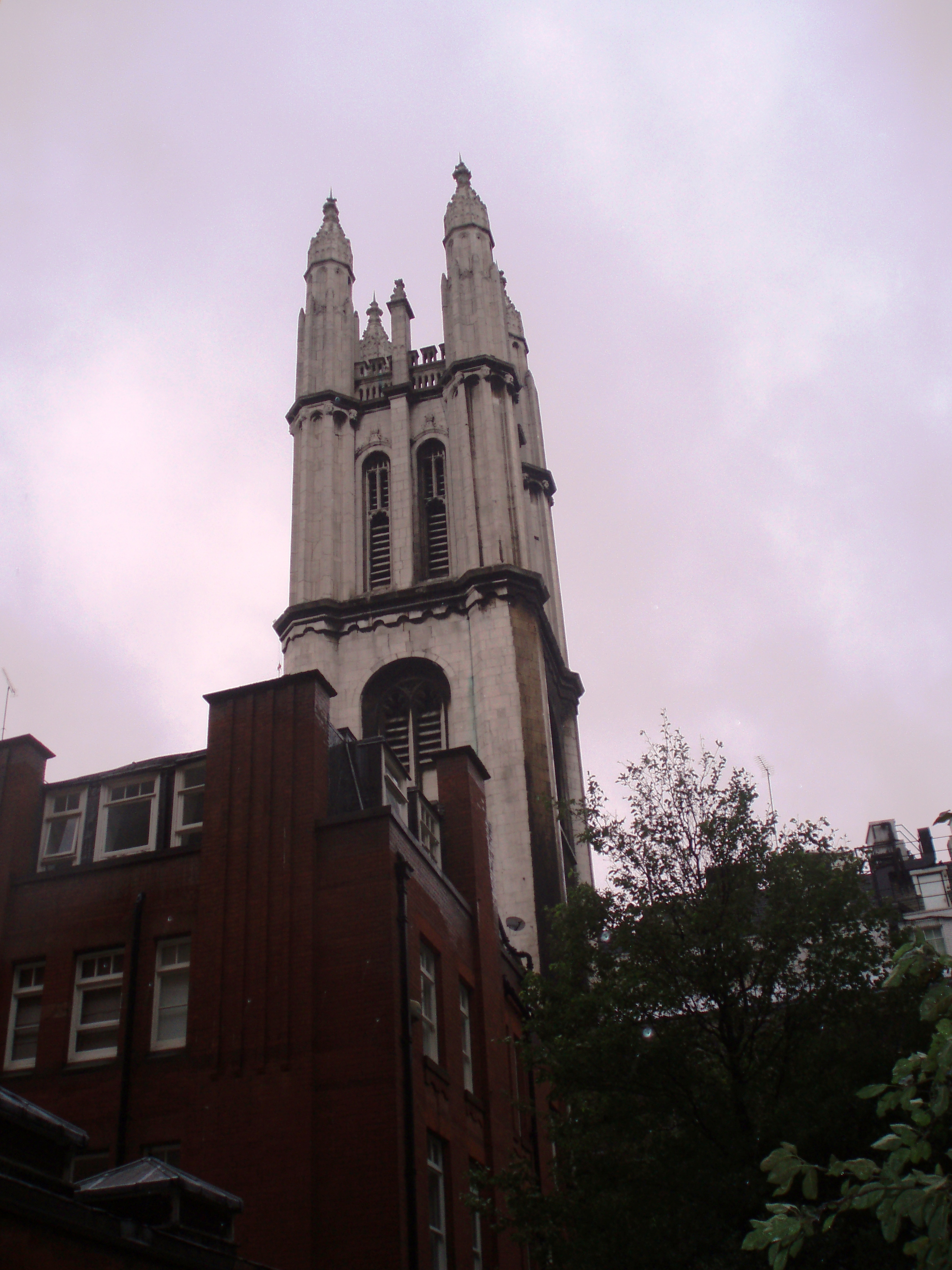
Torre (1718-1724), St Michael, Cornhill, Londres.
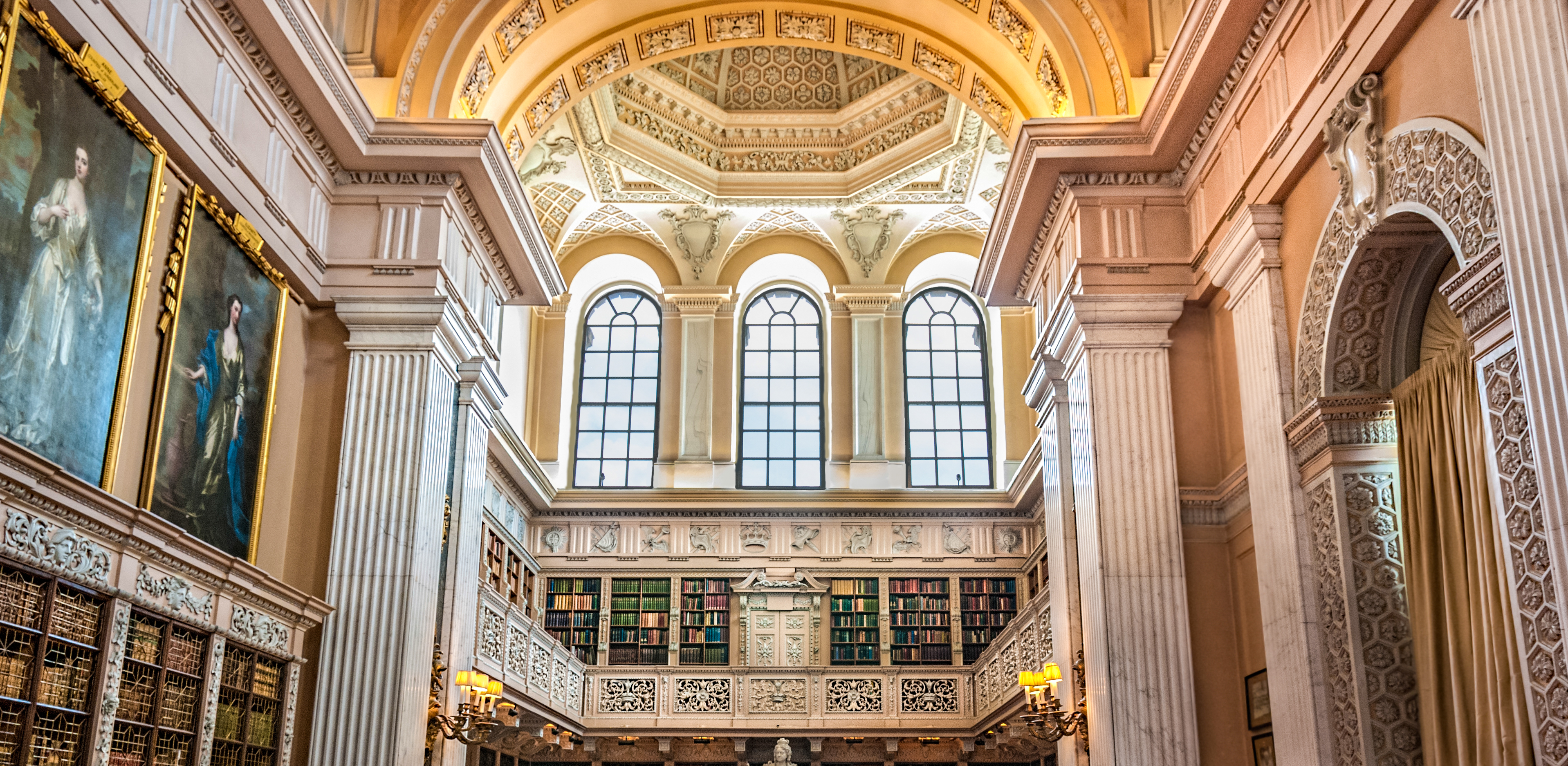
A Biblioteca Longa (1722–25), Blenheim Palace
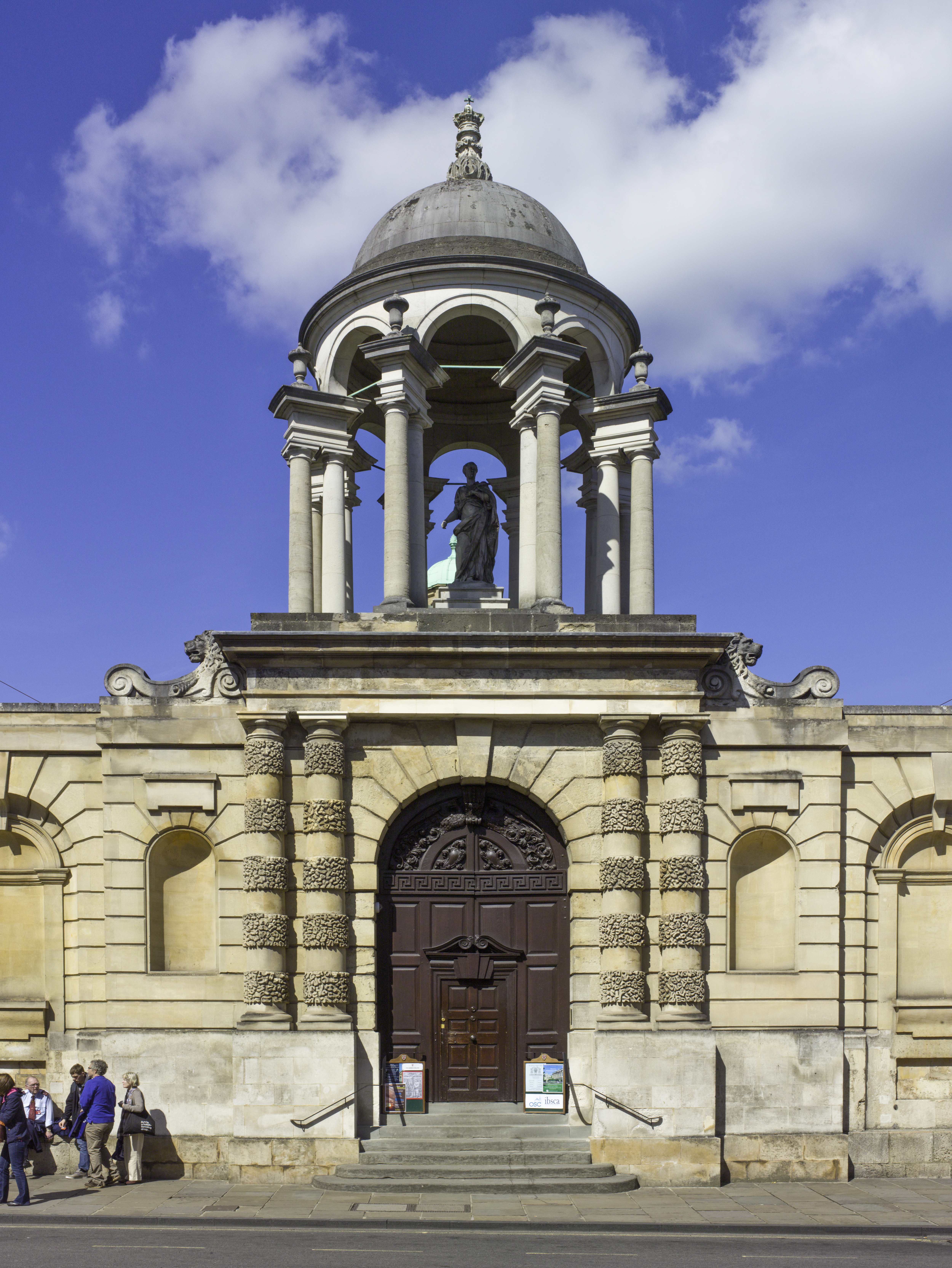
Entrada, The Queen's College Oxford (1733–36)